# Bolsa MacArthur
O MacArthur Fellows Program, também conhecido como Bolsa MacArthur e comumente, mas não oficialmente, como "Genius Grant" (a "bolsa dos gênios"), é um prêmio concedido anualmente pela Fundação John D. e Catherine T. MacArthur para 20 a 30 indivíduos, trabalhando em qualquer campo, que mostraram "extraordinária originalidade e dedicação em suas atividades criativas e uma notável capacidade de autodireção" e são cidadãos ou residentes dos Estados Unidos.
De acordo com o sítio da fundação, "a bolsa não é uma recompensa por realizações anteriores, mas sim um investimento na originalidade, percepção e potencial de uma pessoa". O prêmio atual é de US $ 625.000 pagos em cinco anos em parcelas trimestrais. Este valor aumentou de $ 500.000 em 2013 com o lançamento de uma revisão  do Programa MacArthur Fellows. Desde 1981, 942 pessoas foram nomeadas MacArthur Fellows, com idades entre 18 e 82 anos. O prêmio foi chamado de "um dos prêmios mais significativos que é verdadeiramente 'sem amarras'".
O programa não aceita inscrições. Nomeações anônimas e confidenciais são solicitadas pela fundação e revisadas por um comitê de seleção anônimo e confidencial de cerca de uma dúzia de pessoas. O comitê analisa todos os indicados e recomenda os destinatários ao presidente e à diretoria. A maioria dos novos bolsistas fica sabendo de sua indicação e prêmio ao receber um telefonema de congratulações.